# 28.ª edición de los Premios Grammy
La 28.ª edición de los Premios Grammy se celebró el 25 de febrero de 1986 en el Shrine Auditorium de Los Ángeles, en reconocimiento a los logros discográficos alcanzados por los artistas musicales durante el año anterior. El evento fue presentado por Kenny Rogers y fue televisado en directo en Estados Unidos por CBS.
Esta edición incorporó por primera vez la categoría de premio a la mejor grabación de polka.

## Ganadores

### Generales
- Grabación del año
  - Quincy Jones (productor); USA for Africa (intérpretes) por "We Are the World"
- Álbum del año
  - Hugh Padgham (productor) & Phil Collins (productor e intérprete) por No Jacket Required
- Canción del año
  - Michael Jackson & Lionel Richie (compositores); USA for Africa (intérpretes) por "We Are the World"
- Mejor artista novel
  - Sade

### Blues
- Mejor álbum de blues tradicional
  - B. B. King por "My Guitar Sings the Blues"

### Clásica
- Mejor grabación clásica orquestal
  - Robert Woods (productor), Robert Shaw (director) & Atlanta Symphony Orchestra por Fauré: Pelléas et Mélisande
- Mejor interpretación solista vocal clásica
  - Robert Woods (productor), Robert Shaw (director), John Aler & Atlanta Symphony Orchestra & Chorus por Berlioz: Requiem
- Mejor grabación de ópera
  - James Mallinson (productor), Georg Solti (director), Philip Langridge, Franz Mazura & Chicago Symphony Orchestra & Chorus por Schoenberg: Moses und Aron
- Mejor interpretación coral, clásica
  - Robert Woods (productor), Robert Shaw (director), John Aler & Atlanta Symphony Orchestra & Chorus por Berlioz: Requiem
- Mejor interpretación clásica - Solista o solistas instrumentales (con orquesta)
  - André Previn (director), Yo-Yo Ma & London Symphony Orchestra por Elgar: Concierto para violonchelo, Op. 85 / Walton: Concierto para violonchelo
- Mejor interpretación clásica - Solista o solistas instrumentales (sin orquesta)
  - Vladimir Ashkenazy por Ravel: Gaspard de la nuit; Pavane pour une infante défunte; Valses nobles et sentimentales
- Mejor interpretación de música de cámara
  - Emanuel Ax & Yo-Yo Ma por Brahms: Sonatas para violonchelo y piano en mi menor y fa
- Mejor composición clásica nueva
  - Andrew Lloyd Webber (compositor), Sarah Brightman & Plácido Domingo por Lloyd Webber: Requiem
- Mejor álbum de música clásica
  - Robert Woods (productor), Robert Shaw (director), John Aler & Atlanta Symphony Orchestra & Chorus por Berlioz: Requiem
- Mejor artista novel de música clásica
  - Chicago Pro Musica

### Comedia
- Mejor grabación de comedia
  - Whoopi Goldberg por Whoopi Goldberg - Original Broadway Show Recording

### Composición y arreglos
- Mejor composición instrumental
  - Jan Hammer (compositor) por "Miami Vice Theme"
- Mejor banda sonora original de película o especial de televisión
  - Marc Benno, Harold Faltermeyer, Keith Forsey, Micki Free, Jon Gilutin, Hawk, Howard Hewett, Bunny Hull, Howie Rice, Sharon Robinson, Dan Sembello, Sue Sheridan, Richard C. Theisen II & Allee Willis (compositores); varios intérpretes por Beverly Hills Cop
- Mejor arreglo instrumental
  - Dave Grusin & Lee Ritenour (arreglistas) por "Early A.M. Attitude"
- Mejor arreglo de acompañamiento para vocalista(s)
  - Nelson Riddle (arreglista); Linda Ronstadt (intérprete) por "Lush Life"
- Mejor arreglo vocal (dúo, grupo o coro)
  - Bobby McFerrin & Cheryl Bentyne (arreglistas); The Manhattan Transfer (intérpretes) por "Another Night in Tunisia"

### Country
- Mejor interpretación vocal country, femenina
  - Rosanne Cash por "I Don't Know Why You Don't Want Me"
- Mejor interpretación vocal country, masculina
  - Ronnie Milsap por "Lost in the Fifties Tonight (In the Still of the Night)"
- Mejor interpretación country, duo o grupo
  - The Judds por Why Not Me
- Mejor interpretación instrumental country
  - Chet Atkins & Mark Knopfler por "Cosmic Square Dance"
- Mejor canción country
  - Jimmy L. Webb (compositor); Johnny Cash, Waylon Jennings, Kris Kristofferson & Willie Nelson (intérpretes) por "Highwayman"

### Espectáculo musical
- Mejor álbum de espectáculo con reparto original
  - John McClure (productor), José Carreras & Kiri Te Kanawa por West Side Story

### Folk
- Mejor grabación étnica o tradicional
  - Rockin' Sidney por "My Toot Toot"

### Gospel
- Mejor interpretación vocal gospel, femenina
  - Amy Grant por Unguarded
- Mejor interpretación vocal gospel, masculina
  - Larnelle Harris por "How Excellent Is Thy Name"
- Mejor interpretación vocal gospel, duo o grupo
  - Larnelle Harris & Sandi Patti por "I've Just Seen Jesus"
- Mejor interpretación gospel soul, femenina
  - Shirley Caesar por "Martin"
- Mejor interpretación gospel soul, masculina
  - Marvin Winans por "Bring Back the Days of Yea and Nay"
- Mejor interpretación gospel soul, duo grupo
  - The Winans por Tomorrow
- Mejor interpretación inspiracional
  - Jennifer Holliday por "Come Sunday"

### Hablado
- Mejor grabación hablada
  - Mike Berniker (productor) & el reparto original de Broadway por Ma Rainey's Black Bottom

### Histórico
- Mejor álbum histórico
  - John Pfeiffer (productor); varios intérpretes por RCA/Met - 100 Singers - 100 Years

### Infantil
- Mejor grabación para niños
  - Jim Henson & Steve Buckingham (productores); el reparto de Sesame Street (intérpretes) por Follow That Bird - Original Motion Picture Soundtrack

### Jazz
- Mejor interpretación vocal jazz femenina
  - Cleo Laine por Cleo at Carnegie - The 10th Anniversary Concert
- Mejor interpretación vocal jazz masculina
  - Bobby McFerrin & Jon Hendricks por "Another Night in Tunisia"
- Mejor interpretación vocal jazz, duo o grupo
  - The Manhattan Transfer por Vocalese
- Mejor interpretación instrumental jazz, solista
  - Wynton Marsalis por Black Codes From the Underground
- Mejor interpretación instrumental jazz, grupo
  - Wynton Marsalis & Wynton Marsalis Group por Black Codes From the Underground
- Mejor interpretación instrumental jazz, big band
  - Bob Wilber & John Barry por The Cotton Club - Original Motion Picture Soundtrack
- Mejor interpretación de jazz fusion, vocal o instrumental
  - David Sanborn por Straight To The Heart

### Latina
- Mejor álbum de pop latino
  - Lani Hall por Es Fácil Amar
- Mejor álbum latino tropical tradicional
  - Eddie Palmieri por Solito
  - Tito Puente & His Latin Ensemble por Mambo Diablo
- Mejor interpretación mexicano-americana
  - Vikki Carr por Simplemente Mujer